# Lunar Lander
Lunar Lander är ett datorspel som simulerar Apolloprogrammets landstigningar på Månen. Spelaren skall landa en månlandare på Månens yta.
Under andra halvan av 1969, efter att Apollo 11s landare Eagle landat på Månen, började high school-eleven Jim Storer programmera spelet. Det utvecklades 1973 för datorn DEC GT40 från Digital Equipment. Spelet finns utgivet i ett flertal olika versioner, först ut var Ataris arkadspelsversion i augusti 1979. Ett liknande spel kallat AstroLander återfinns som ett påskägg i spelet TimeSplitters 2.

### Fotnoter
1. ↑  Benj Edwards (19 juli 2009). ”Forty Years of Lunar Lander” (på svenska). Technologizer. https://www.technologizer.com/2009/07/19/lunar-lander/. Läst 22 juli 2019.